# Nevy-sur-Seille
Nevy-sur-Seille est une commune française située dans le département du Jura, dans la région culturelle et historique de Franche-Comté et la région administrative Bourgogne-Franche-Comté.

## Géographie
Le village est bâti à l’entrée de la reculée de Baume-les-Messieurs, le long de la Seille (Saône) qui prend sa source à quelques kilomètres. Il est dominé par le site de Château-Chalon et la vigne s’étend sur les coteaux en bas de la falaise.
Le fond de la vallée est occupé par la petite rivière dont l’énergie a servi à faire fonctionner plusieurs installations dont un moulin à blé transformé aujourd’hui en minoterie. On cultive en effet les céréales alentour en association avec l’élevage destiné à la production du fromage de comté : l’église primitive de la fin du XVIIe siècle a d’ailleurs laissé place à une fromagerie coopérative, l’église paroissiale actuelle ayant été reconstruite au centre du village au XIXe siècle.
On trouve également à Nevy-sur-Seille plusieurs viticulteurs qui produisent du Côtes du Jura réputé et aussi du rare vin de paille, une petite partie du vignoble a également droit à l’appellation prestigieuse de Château-Chalon.

### Climat
Pour des articles plus généraux, voir Climat de la Bourgogne-Franche-Comté et Climat du département du Jura.
En 2010, le climat de la commune est de type climat de montagne, selon une étude du Centre national de la recherche scientifique s'appuyant sur une série de données couvrant la période 1971-2000. En 2020, Météo-France publie une typologie des climats de la France métropolitaine dans laquelle la commune est exposée à un climat semi-continental et est dans la région climatique  Jura, caractérisée par une forte pluviométrie en toutes saisons (1 000 à 1 500 mm/an), des hivers rigoureux et un ensoleillement médiocre. 
Pour la période 1971-2000, la température annuelle moyenne est de 10,6 °C, avec une amplitude thermique annuelle de 17,4 °C. Le cumul annuel moyen de précipitations est de 1 336 mm, avec 12,9 jours de précipitations en janvier et 9,2 jours en juillet. Pour la période 1991-2020, la température moyenne annuelle observée sur la station météorologique de Météo-France la plus proche, « Le Fied_sapc », sur la commune du Fied à 7 km à vol d'oiseau, est de 9,8 °C et le cumul annuel moyen de précipitations est de 1 434,5 mm. 
La température maximale relevée sur cette station est de 37,3 °C, atteinte le 19 juillet 2022 ; la température minimale est de −28,4 °C, atteinte le 20 décembre 2009,,. 
Les paramètres climatiques de la commune ont été estimés pour le milieu du siècle (2041-2070) selon différents scénarios d'émission de gaz à effet de serre à partir des nouvelles projections climatiques de référence DRIAS-2020. Ils sont consultables sur un site dédié publié par Météo-France en novembre 2022.

## Urbanisme

### Typologie
Au 1er janvier 2024, Nevy-sur-Seille est catégorisée commune rurale à habitat dispersé, selon la nouvelle grille communale de densité à sept niveaux définie par l'Insee en 2022.
Elle est située hors unité urbaine. Par ailleurs la commune fait partie de l'aire d'attraction de Lons-le-Saunier, dont elle est une commune de la couronne,. Cette aire, qui regroupe 139 communes, est catégorisée dans les aires de 50 000 à moins de 200 000 habitants,.

### Occupation des sols
L'occupation des sols de la commune, telle qu'elle ressort de la base de données européenne d’occupation biophysique des sols Corine Land Cover (CLC), est marquée par l'importance des forêts et milieux semi-naturels (55,1 % en 2018), une proportion sensiblement équivalente à celle de 1990 (55,5 %). La répartition détaillée en 2018 est la suivante : 
forêts (55,1 %), zones agricoles hétérogènes (25,8 %), prairies (9,1 %), cultures permanentes (5,4 %), zones urbanisées (4,4 %), terres arables (0,1 %). L'évolution de l’occupation des sols de la commune et de ses infrastructures peut être observée sur les différentes représentations cartographiques du territoire : la carte de Cassini (XVIIIe siècle), la carte d'état-major (1820-1866) et les cartes ou photos aériennes de l'IGN pour la période actuelle (1950 à aujourd'hui).

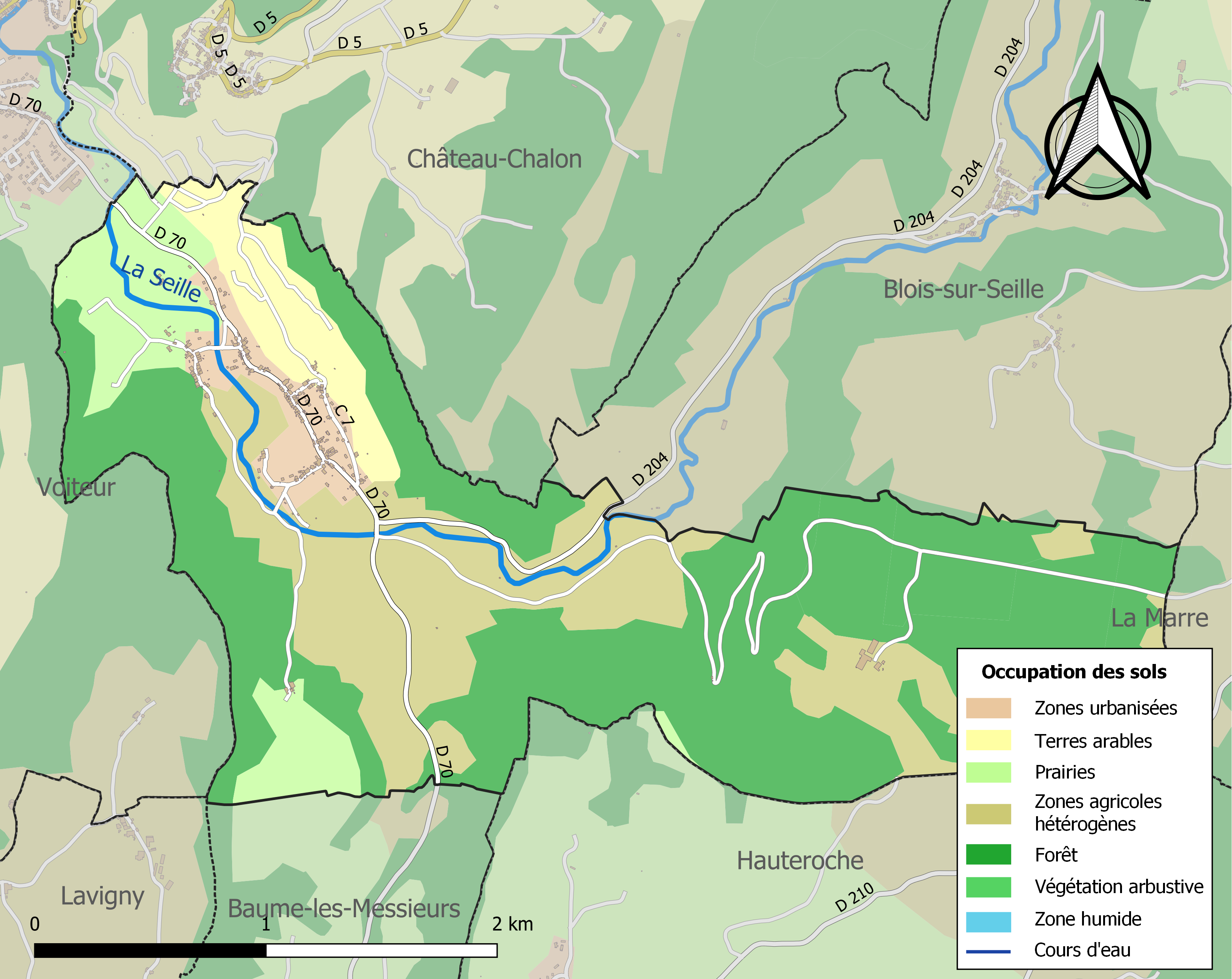
Carte des infrastructures et de l'occupation des sols de la commune en 2018 (CLC).

## Politique et administration
| Période   | Période   | Identité      | Étiquette | Qualité   |
| --------- | --------- | ------------- | --------- | --------- |
| mars 2001 | mars 2008 | Pascal Tissot |           |           |
| mars 2008 | En cours  | Gisèle Ghelma | DVD       | Retraitée |

## Démographie
L'évolution du nombre d'habitants est connue à travers les recensements de la population effectués dans la commune depuis 1793. Pour les communes de moins de 10 000 habitants, une enquête de recensement portant sur toute la population est réalisée tous les cinq ans, les populations de référence des années intermédiaires étant quant à elles estimées par interpolation ou extrapolation. Pour la commune, le premier recensement exhaustif entrant dans le cadre du nouveau dispositif a été réalisé en 2008.

En 2022, la commune comptait 197 habitants, en évolution de −7,08 % par rapport à 2016 (Jura : −0,81 %, France hors Mayotte : +2,11 %).
| 1793 | 1800 | 1806 | 1821 | 1831 | 1836 | 1841 | 1846 | 1851 |
| ---- | ---- | ---- | ---- | ---- | ---- | ---- | ---- | ---- |
| 520  | 526  | 531  | 576  | 566  | 557  | 542  | 502  | 506  |

| 1856 | 1861 | 1866 | 1872 | 1876 | 1881 | 1886 | 1891 | 1896 |
| ---- | ---- | ---- | ---- | ---- | ---- | ---- | ---- | ---- |
| 489  | 487  | 488  | 492  | 507  | 527  | 488  | 464  | 421  |

| 1901 | 1906 | 1911 | 1921 | 1926 | 1931 | 1936 | 1946 | 1954 |
| ---- | ---- | ---- | ---- | ---- | ---- | ---- | ---- | ---- |
| 426  | 384  | 375  | 363  | 336  | 280  | 295  | 267  | 294  |

| 1962 | 1968 | 1975 | 1982 | 1990 | 1999 | 2006 | 2008 | 2013 |
| ---- | ---- | ---- | ---- | ---- | ---- | ---- | ---- | ---- |
| 262  | 274  | 238  | 239  | 238  | 246  | 239  | 237  | 218  |

| 2018 | 2022 | - | - | - | - | - | - | - |
| ---- | ---- | - | - | - | - | - | - | - |
| 199  | 197  | - | - | - | - | - | - | - |

## Lieux et monuments
Le village possède de nombreuses constructions inscrites dans la base Mérimée : 
- Plusieurs fermes datant des XVIIIe – XIXe siècles qui associaient agriculture, élevage et culture de la vigne : leurs occupants actuels ont le souci de mettre en valeur la belle pierre de ces vieux murs et l’office de tourisme de Voiteur, le chef-lieu de canton tout proche, multiplie les aménagements pour favoriser la venue des visiteurs qui suivent la route des vins du Jura et découvrent les reculées jurassiennes.
- Quatre ponts remarquables témoignent de l’importance du site et de la richesse du village à l’ombre des abbayes de Château-Chalon et de Baume-les-Messieurs (d'amont vers aval) : 
  - le premier pont, à deux arches, situé à l'entrée du village (1ère moitié du XIXe siècle)[17]
  - le pont du moulin, à trois arches, (1ère moitié du XIXe siècle)[18]
  - le pont avec petit oratoire, à deux arches, (XVIIIe siècle) inscrit aux monuments historiques[19]
  - le dernier pont, à deux arches, en limite de commune (1ère moitié du XIXe siècle)[20]
- Deux moulins du XVIIIe siècle[21],[22]
- L'église paroissiale Saint-Joseph construite de 1840 à 1850[23]
- Deux oratoires

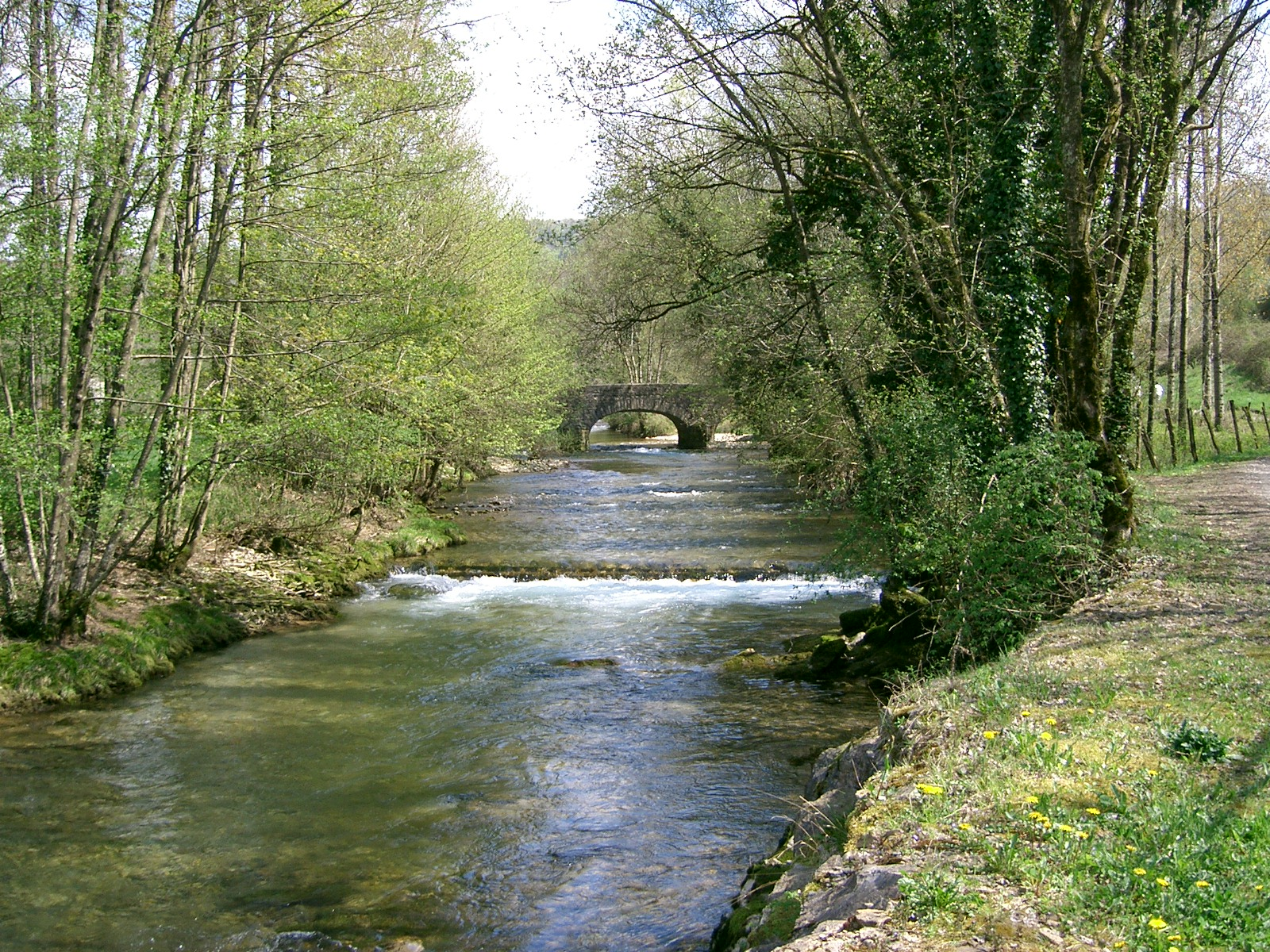
La Seille à l’entrée de Nevy-sur-Seille.
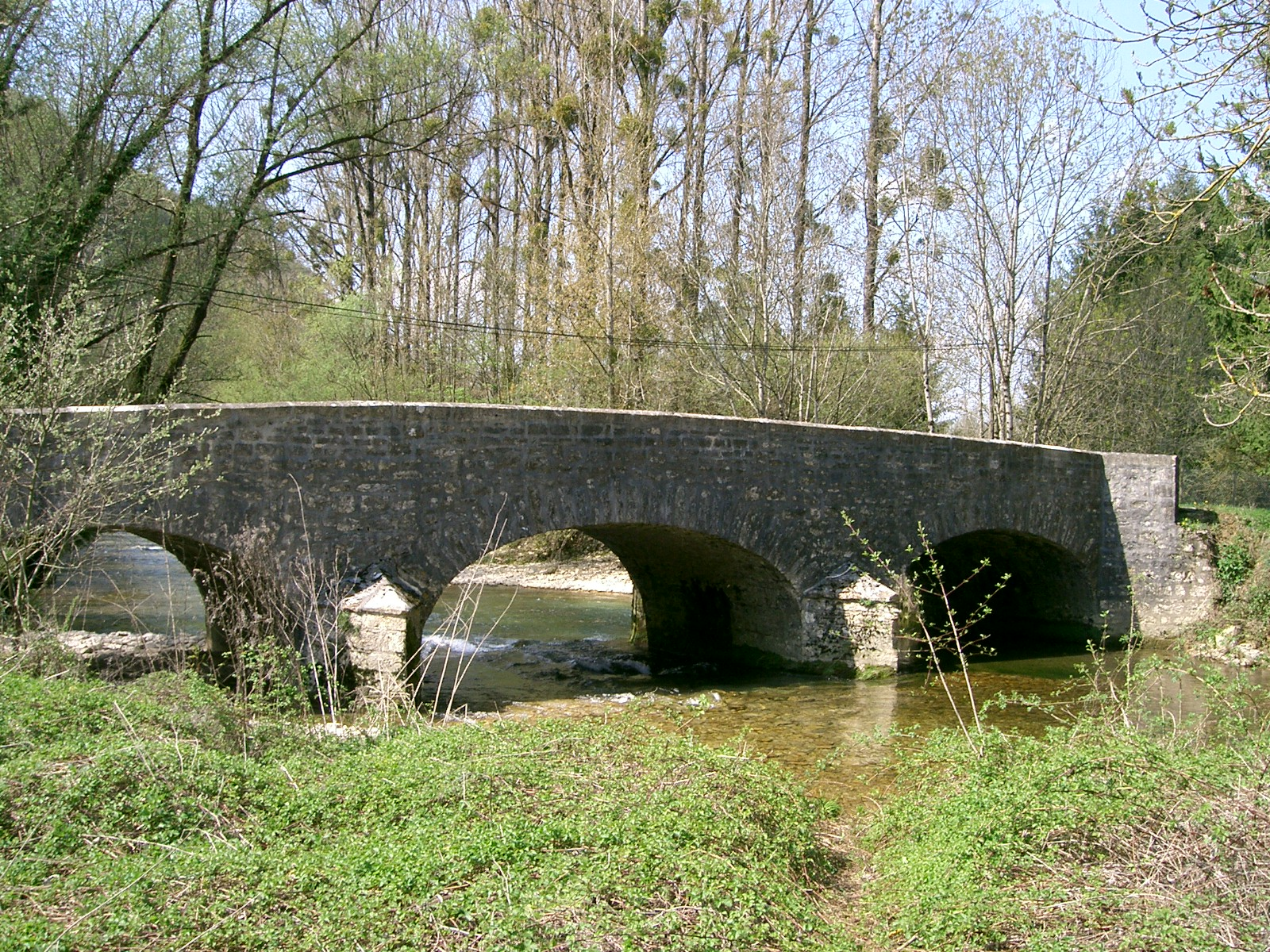
Le pont du moulin.
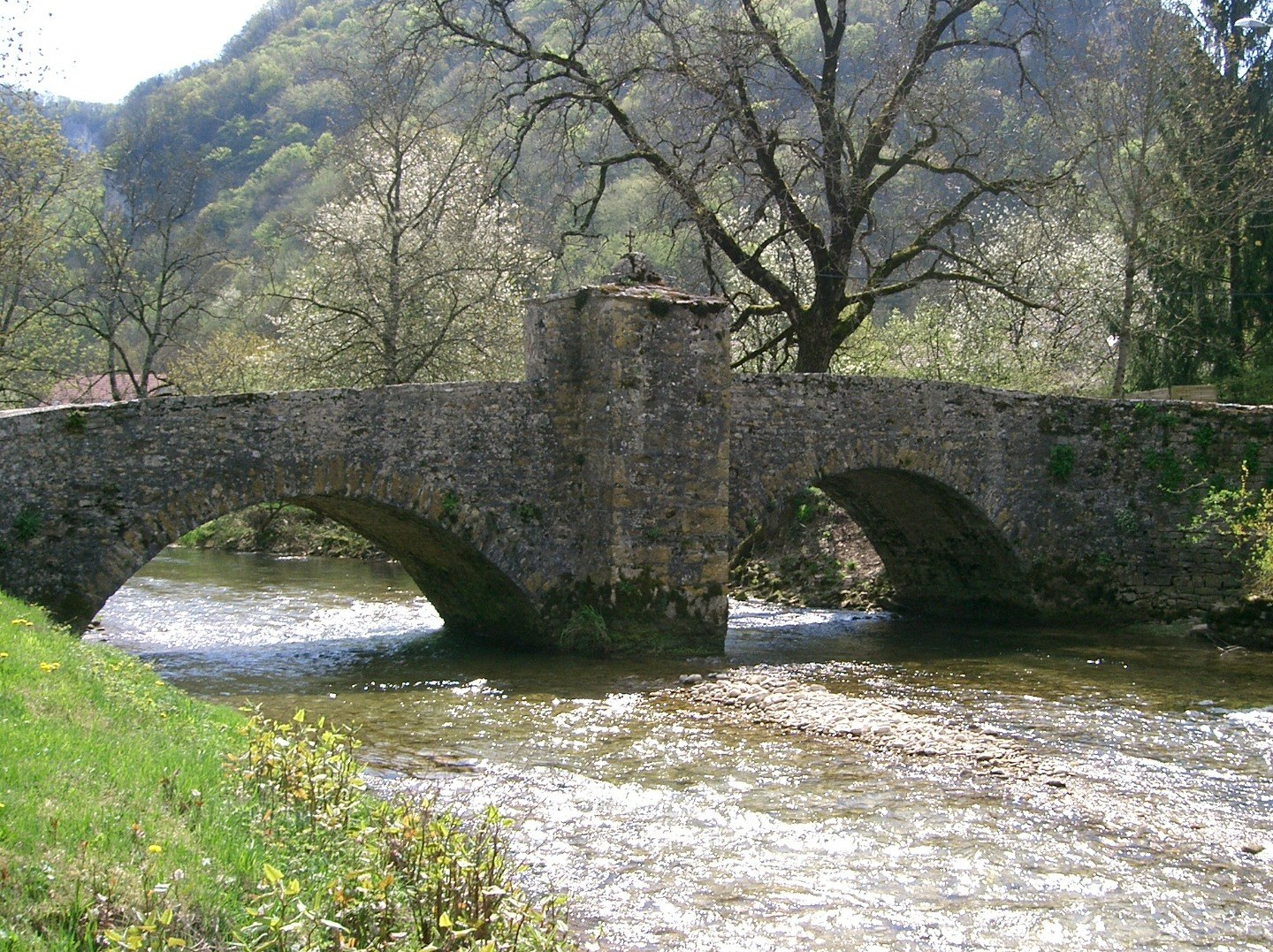
Le pont avec petit oratoire.

## Personnalités liées à la commune
- Joseph Gabet (1808-1853), missionnaire lazariste français en Asie, qui atteignit Lhassa en compagnie d’Évariste Huc, né à Nevy.
- Michel Hacq (1909-1994), commissaire de police et résistant, né à Nevy-sur-Seille.
- Émile Regnault de Maulmain (1836-1897), artiste peintre mort à son domicile de Nevy-sur-Seille.